# 1828年墨西哥大選
墨西哥1828年联邦选举举行于1828年9月1日，间接选举出以下职位：
- 共和国总统。该职位为国家元首及政府首脑，任期为4年：1829年-1932年。该职位不可立即连任。当选候选人为曼努埃尔·戈麦斯·佩德拉萨。
- 共和国副总统（西班牙语：Vicepresidente de México）。根据宪法，该职位为总统的替补，任期与总统相同，当选者为选举中的第二名比森特·格雷罗。

然而，联邦议会在格雷罗支持者的压力下，决定取消选举，并指定比森特·格雷罗为总统，阿纳斯塔西奥·布斯塔曼特为副总统。

## 选举结果

### 总统
| 候选人 | 候选人                   | 议会投票 | 百分比 |
| ------ | ------------------------ | -------- | ------ |
|        | 曼努埃尔·戈麦斯·佩德拉萨 | 11       | 30.6%  |
|        | 比森特·格雷罗            | 9        | 25.0%  |
|        | 阿纳斯塔西奥·布斯塔曼特  | 6        | 16.7%  |
|        | 梅尔乔·穆斯基斯          | 2        | 5.6%   |
|        | 伊格纳西奥·洛佩斯·拉永   | 2        | 5.6%   |
|        | 胡安·伊格纳西奥·戈多伊   | 2        | 5.6%   |
|        | 其他                     | 4        | 11.1 % |
| 总数   | 总数                     | 36       | 100%   |

| 前任者： 1824年墨西哥大选 | 墨西哥选举 1828年 | 繼任者： 1833年墨西哥大选 |